# Stepas Butautas
Stepas Butautas (Kaunas, Lituania, 25 de agosto de 1925-Kaunas, 22 de marzo de 2001) fue un jugador soviético de baloncesto. Consiguió cinco medallas en competiciones internacionales con la selección de la Unión Soviética, cuatro como jugador, y una como seleccionador de la Unión Soviética femenina. Es el padre de Ramūnas Butautas.